# Jerzy Lelonkiewicz
Jerzy Lelonkiewicz (ur. 1 stycznia 1926 w Wilnie, zm. 8 kwietnia 2010 w Gdyni) – polski koszykarz i trener koszykówki, medalista mistrzostw Polski, reprezentant Polski w siatkówce i koszykówce. trener reprezentacji Polski.

## Zawodnik i trener
Jako siatkarz zdobył brązowy medal mistrzostw Polski z YMCA Gdańsk w 1947 oraz rozegrał w 1948 sześć meczów w reprezentacji Polski na Igrzyskach Bałkańskich. Poświęcił się jednak ostatecznie koszykówce.
W I lidze koszykarskiej debiutował jako zawodnik YMCA Gdańsk w pierwszym historycznym sezonie 1947/1948, zajmując ósme miejsce i spadając z ligi. Grał dalej w tym zespole (już pod nazwą Spójnia Gdańsk w II lidze w sezonie 1948/1949 i wywalczył awans do pierwszej ligi. Od 1949 do 1954 był podstawowym zawodnikiem Spójni, sięgając z nią po brązowy medal w 1950 i 1954 oraz srebrny w 1951. W sezonie 1951/1952 jako grający trener prowadził drużynę w ostatnich trzech meczach sezonu. W latach 1949–1953 wystąpił 39 razy w koszykarskiej reprezentacji Polski, ale nie wystąpił w żadnej imprezie rangi mistrzowskiej. Po zakończeniu kariery zawodniczej od 1954 do 1959 prowadził męską drużynę Spójni Gdańsk, nie osiągając z nią większych sukcesów (najwyższe miejsce – 5 w 1955, a w sezonie 1957/1958 w drugiej lidze). Następnie przez dwa kolejne lata był trenerem Wybrzeża Gdańsk. W 1959 był asystentem trenera Zygmunta Olesiewicza na mistrzostwach Europy w 1959. Zimą 1961 prowadził krótko męską reprezentację seniorów jako pierwszy trener.
W 1962 zakończył karierę trenerską, ukończył Wyższą Szkołę Ekonomiczną w Sopocie i pracował zawodowo w rybołówstwie morskim.